# Giải Quả cầu vàng lần thứ 78
Giải Quả cầu vàng lần thứ 78 vinh danh những tác phẩm điện ảnh và truyền hình xuất sắc nhất của năm 2020, cũng như điện ảnh đầu năm 2021 do Hiệp hội báo chí nước ngoài ở Hollywood (HFPA) chọn lựa ra. Buổi lễ trao giải diễn ra vào ngày 28 tháng 2 năm 2021, tức chậm gần 2 tháng so với thông thường bởi anh hưởng của đại dịch COVID-19 đối với nền điện ảnh và truyền hình. Buổi lễ trao giải do Dick Clark Productions và HFPA phối hợp sản xuất, được kênh NBC trình chiếu trực tiếp tại Mỹ; đây là lễ trao giải đầu tiên diễn ra cùng lúc ở cả bờ Đông và bờ Tây của Mỹ, với Tina Fey đồng chủ trì chương trình tại Rainbow Room ở thành phố New York, còn Amy Poehler đồng chủ trì ở khách sạn Beverly Hilton, Beverly Hills, California.
Các đề cử được công bố vào ngày 3 tháng 2 năm 2021. Jane Fonda và Norman Lear lần lượt là những người công bố giải Cecil B. DeMille và giải Carol Burnett.
The Crown là tác phẩm giành được nhiều chiến thắng nhất đêm trao giải với 4 chiến thắng, trong đó có hạng mục Phim truyền hình chính kịch hay nhất. Schitt's Creek và Gambit Hậu mỗi phim đoạt 2 giải, riêng Schitt's Creek thì thắng giải Phim truyền hình ca nhạc/hài hay nhất. Ở các hạng mục của điện ảnh, Borat Subsequent Moviefilm, Nomadland và Soul mỗi phim có hai lần chiến thắng, trong khi Nomadland thắng giải Phim chính kịch hay nhất thì Borat ẵm giải Phim ca nhạc/hài hay nhất.

## Danh sách chiến thắng và đề cử

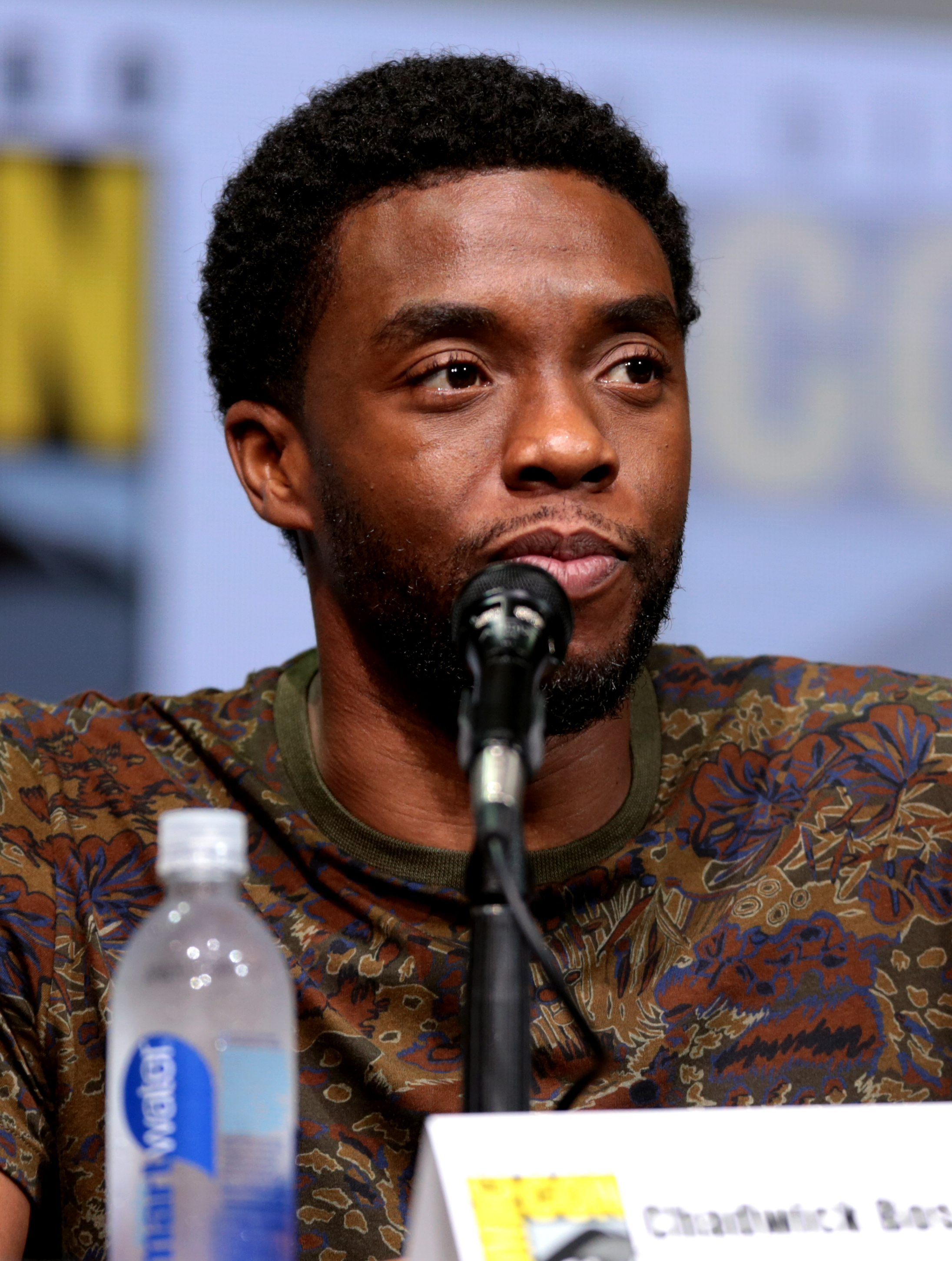
Chadwick Boseman, chủ nhân giải nam diễn viên phim chính kịch xuất sắc nhất

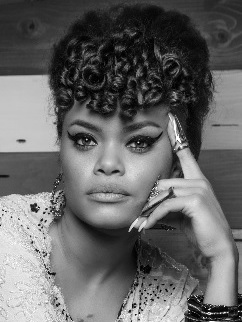
Andra Day, chủ nhân giải nữ diễn viên phim chính kịch xuất sắc nhất

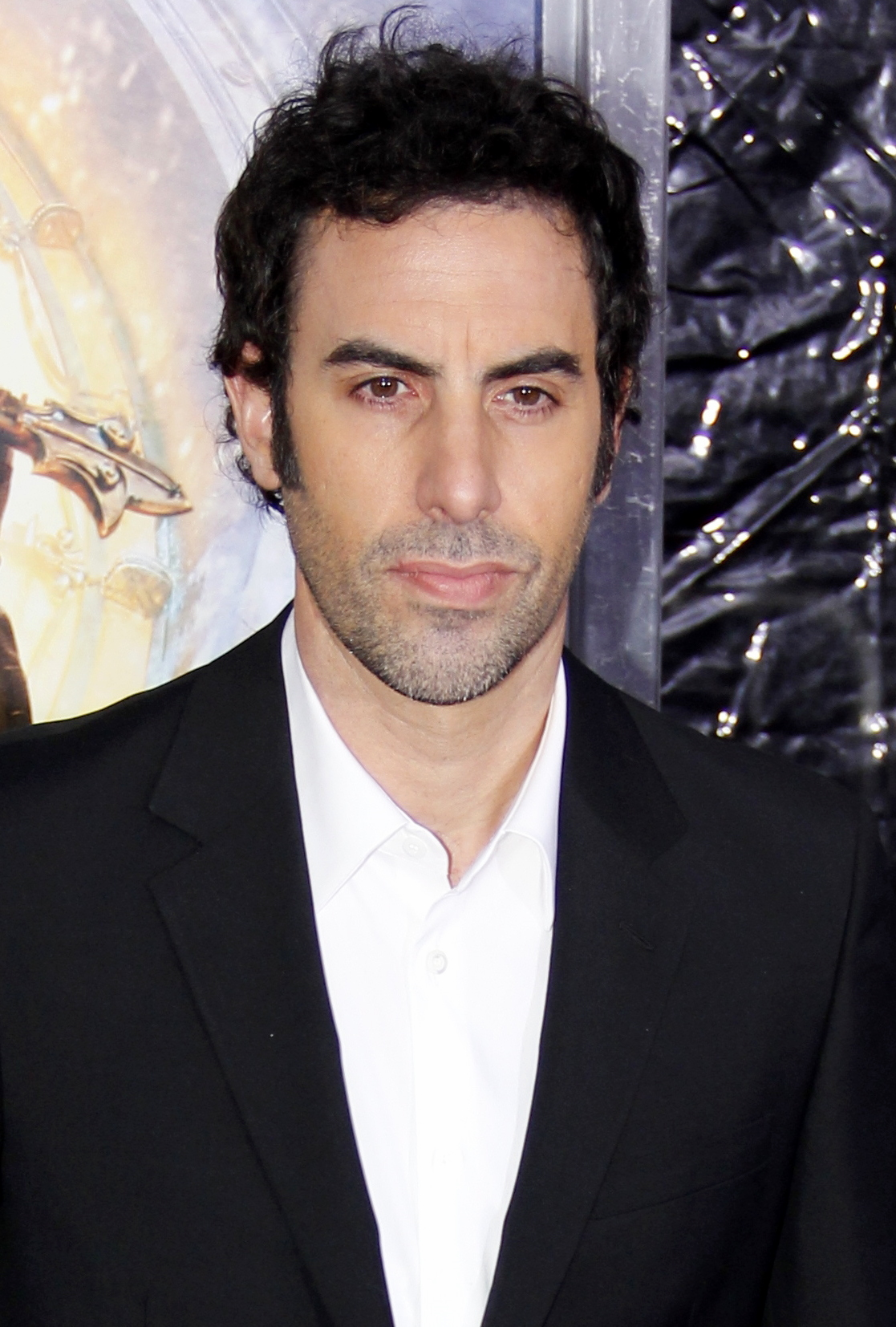
Sacha Baron Cohen, chủ nhân giải nam diễn viên phim ca nhạc/hài xuất sắc nhất

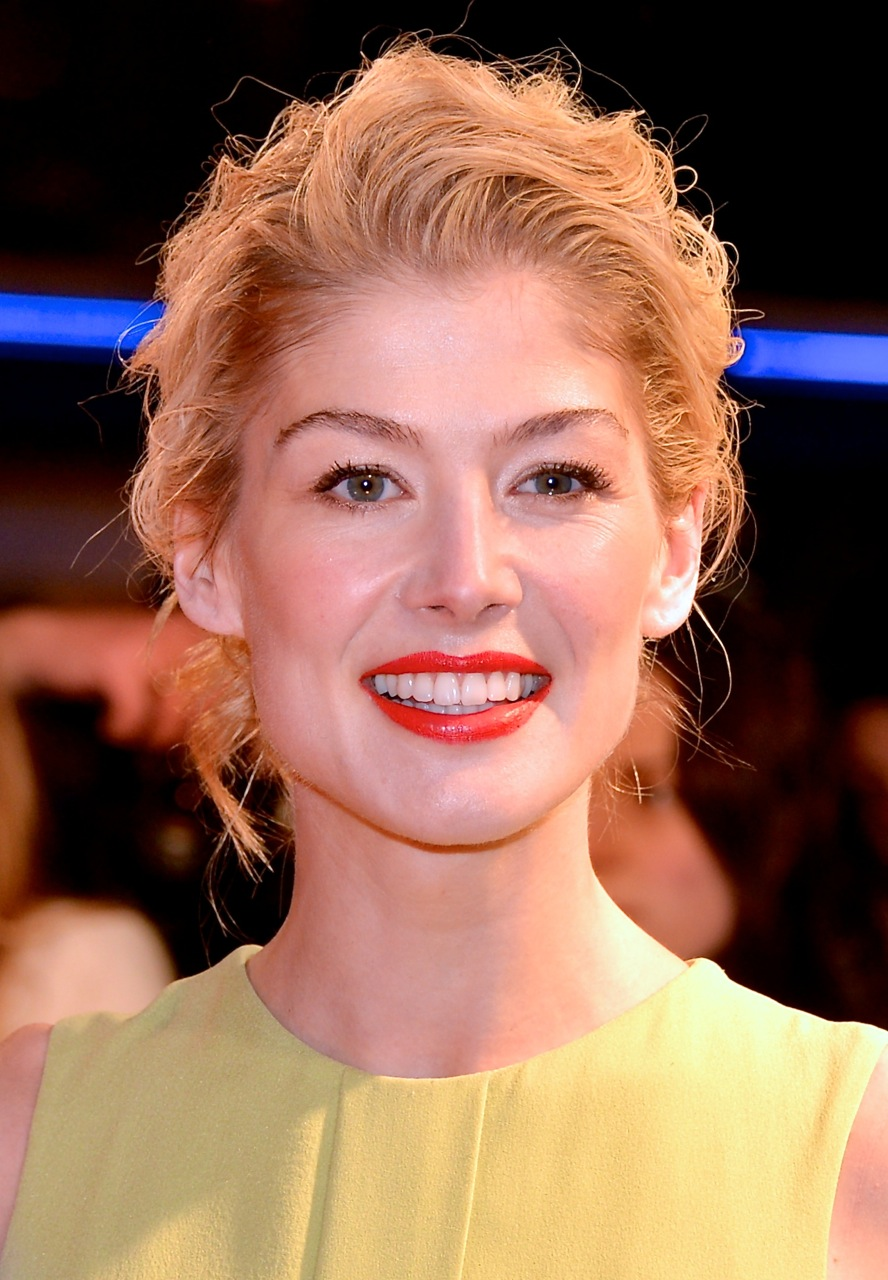
Rosamund Pike, chủ nhân giải nữ diễn viên phim ca nhạc/hài xuất sắc nhất

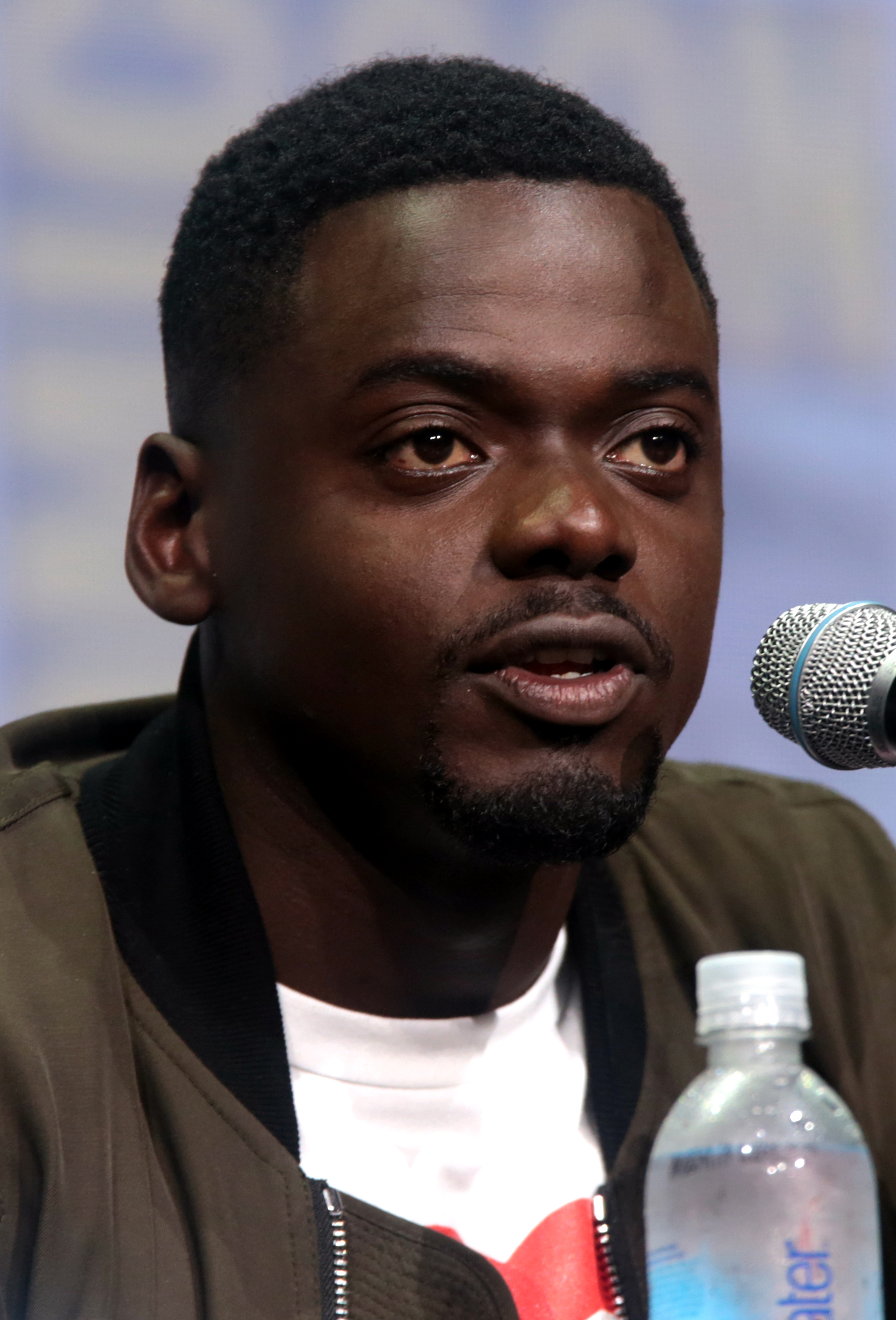
Daniel Kaluuya, chủ nhân giải nam diễn viên phụ điện ảnh xuất sắc nhất

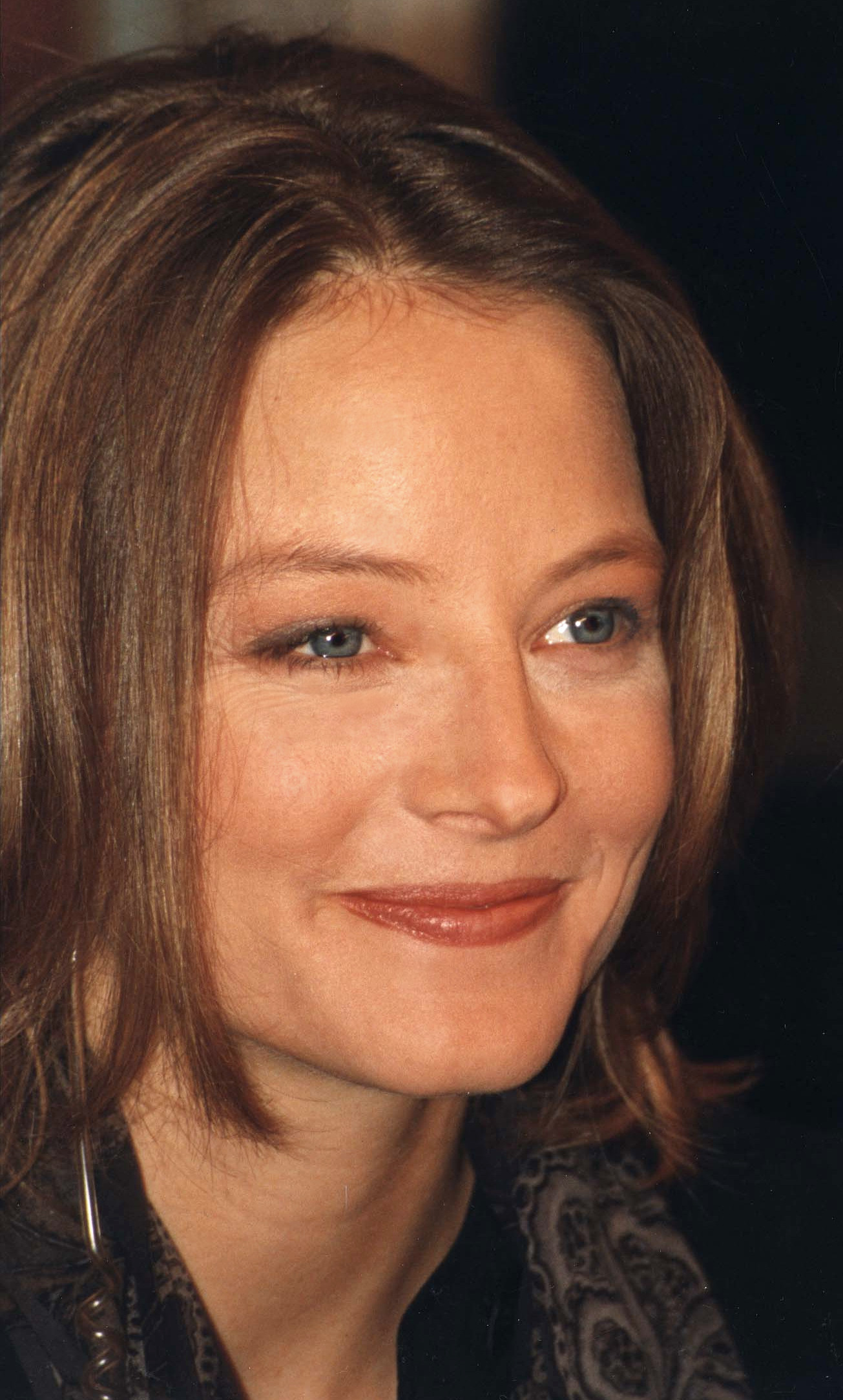
Jodie Foster, chủ nhân giải nữ diễn viên phụ điện ảnh xuất sắc nhất

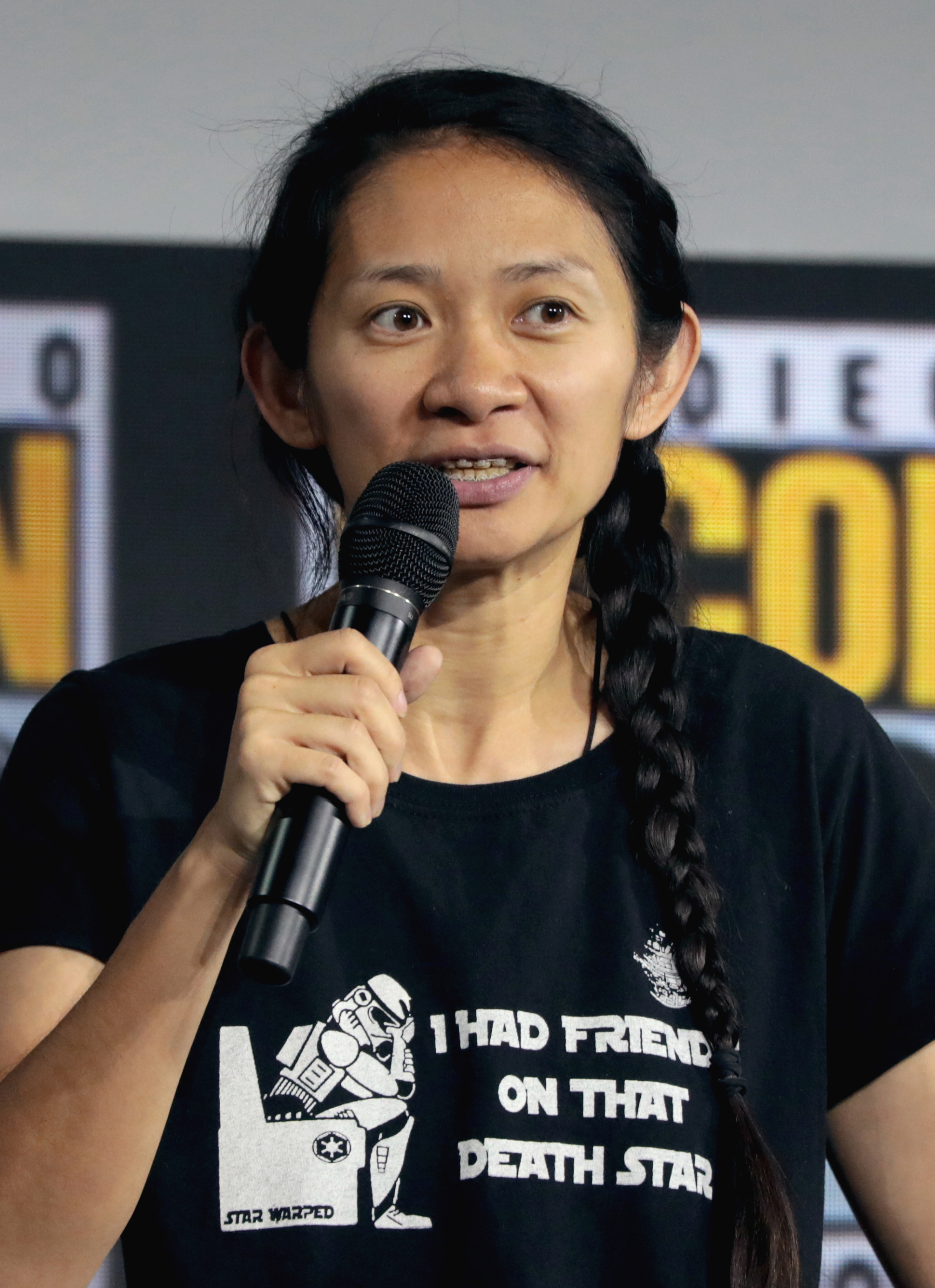
Chloé Zhao, chủ nhân giải đạo diễn xuất sắc nhất

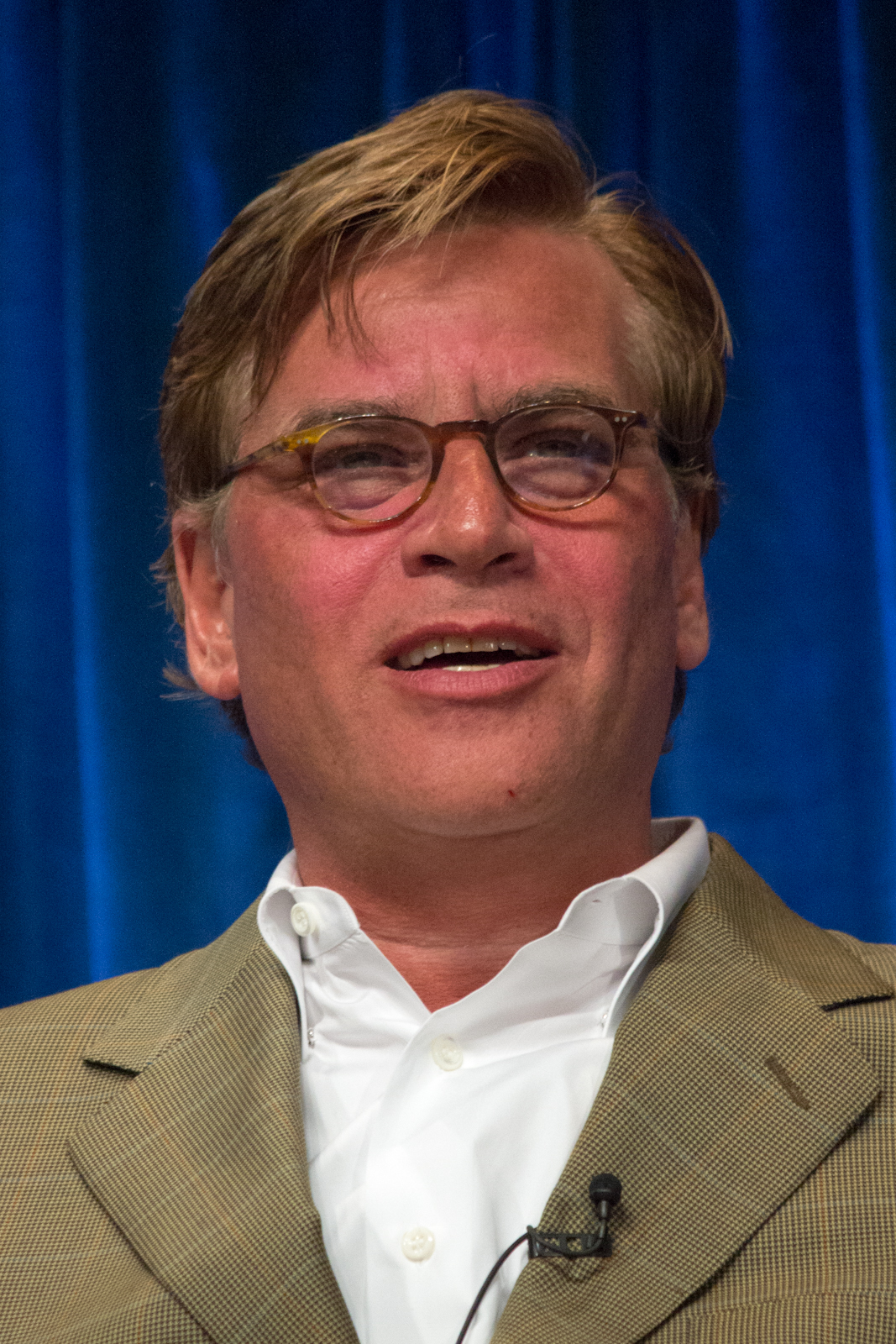
Aaron Sorkin, Chủ nhân giải kịch bản xuất sắc nhất

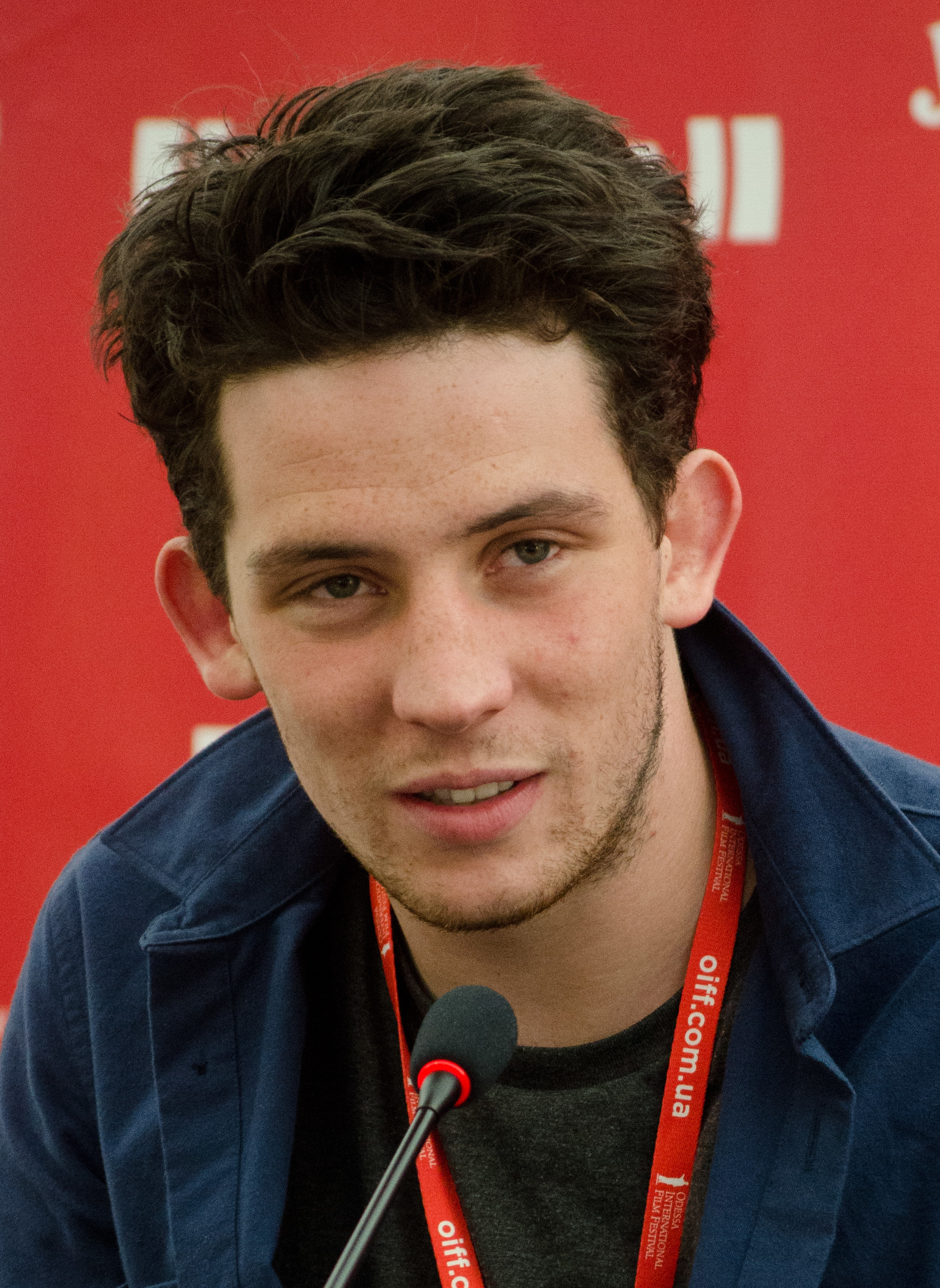
Josh O'Connor, chủ nhân giải nam diễn viên phim truyền hình chính kịch xuất sắc nhất

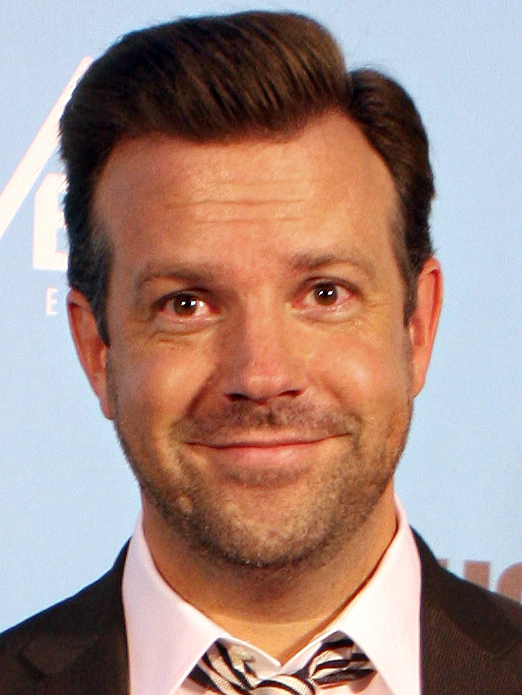
Jason Sudeikis, chủ nhân giải nam diễn viên phim truyền hình ca nhạc hoặc hài xuất sắc nhất

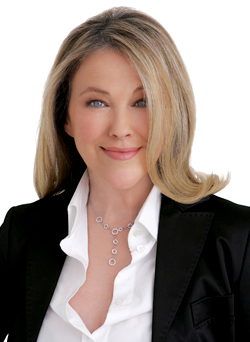
Catherine O'Hara, chủ nhân giải nữ diễn viên phim truyền hình ca nhạc hoặc hài xuất sắc nhất

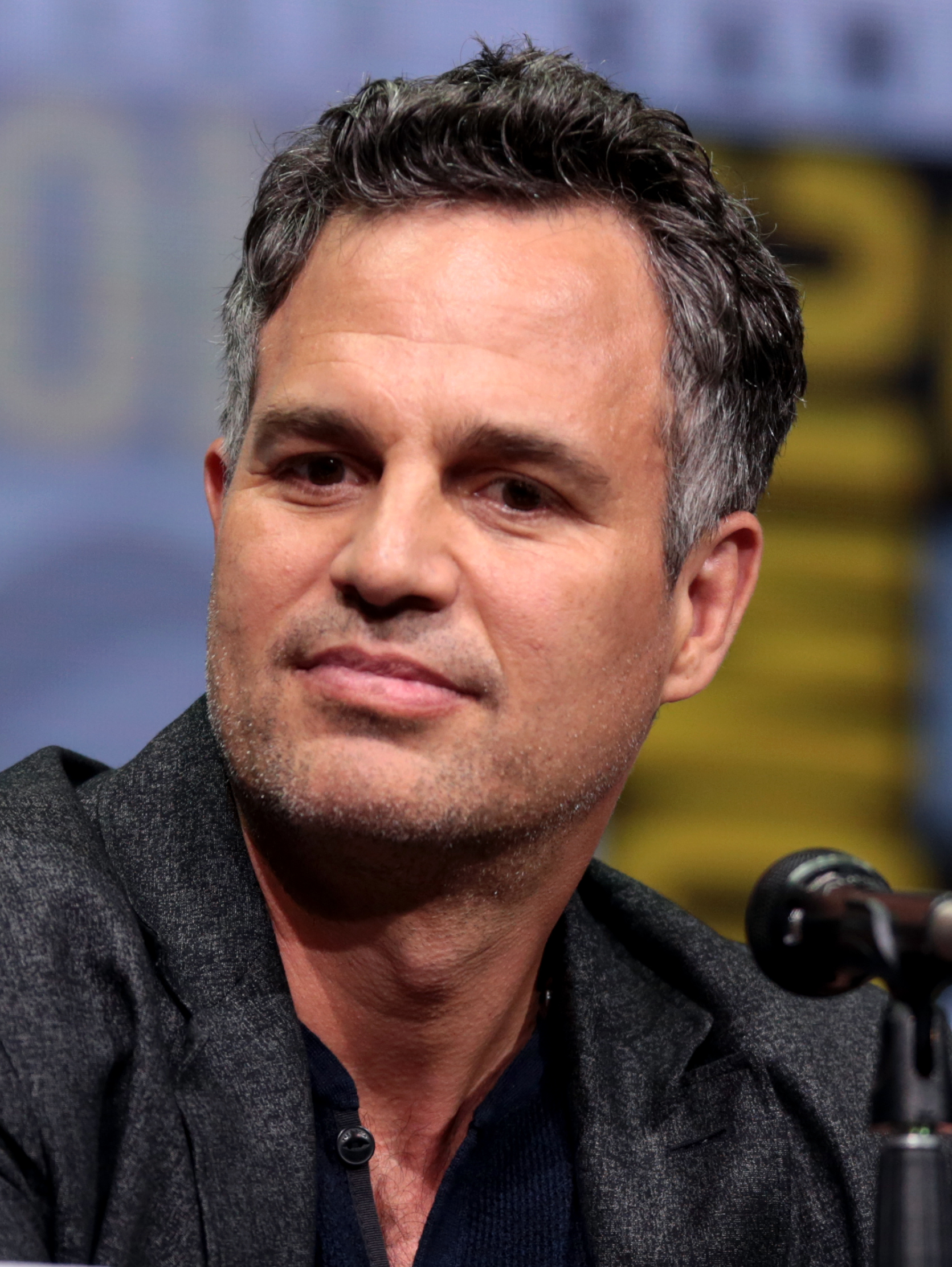
Mark Ruffalo, chủ nhân giải nam diễn viên chính – phim điện ảnh truyền hình hoặc phim truyền hình ngắn tập xuất sắc nhất

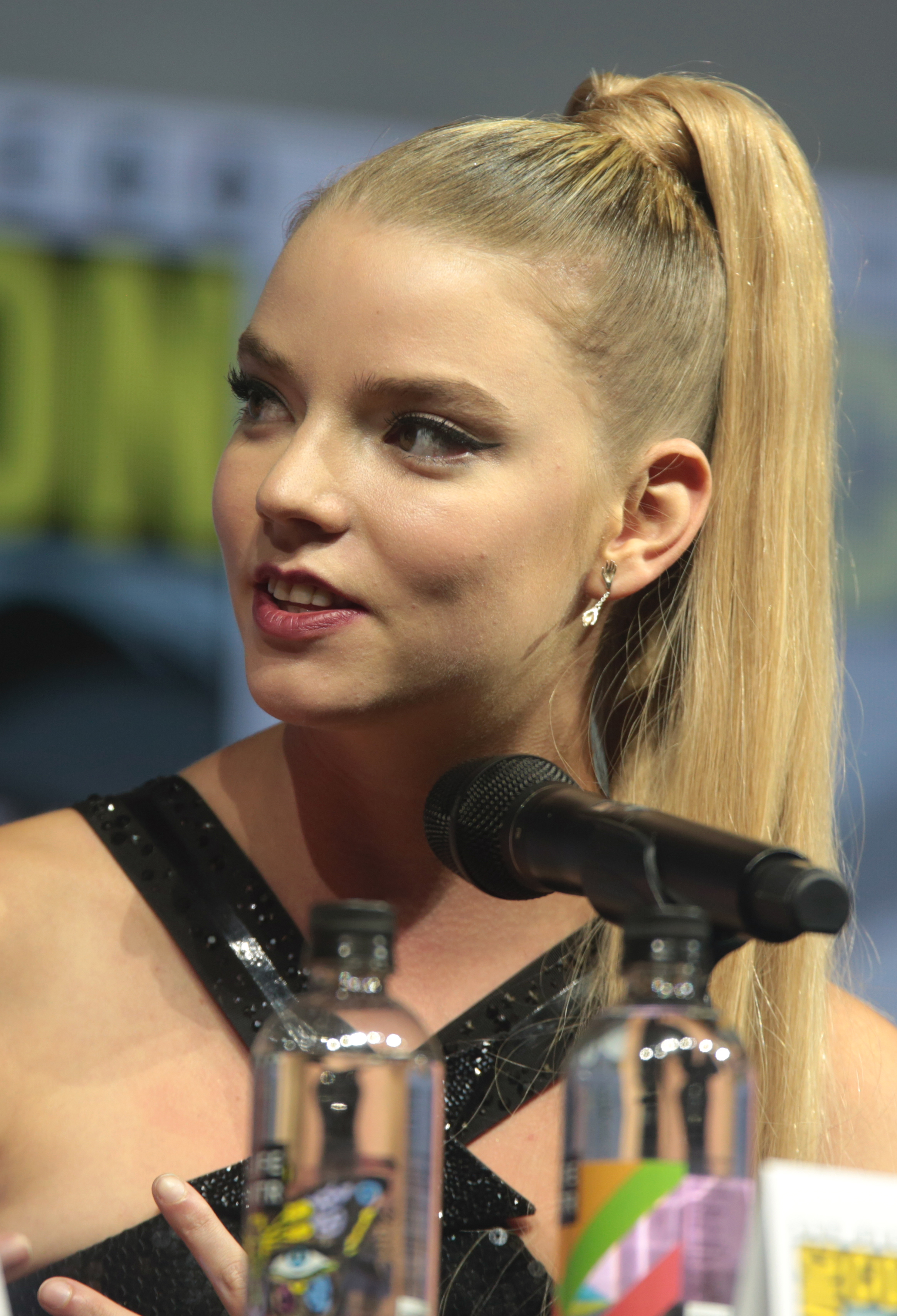
Anya Taylor-Joy, chủ nhân giải nữ diễn viên chính – phim điện ảnh truyền hình hoặc phim truyền hình ngắn tập xuất sắc nhất

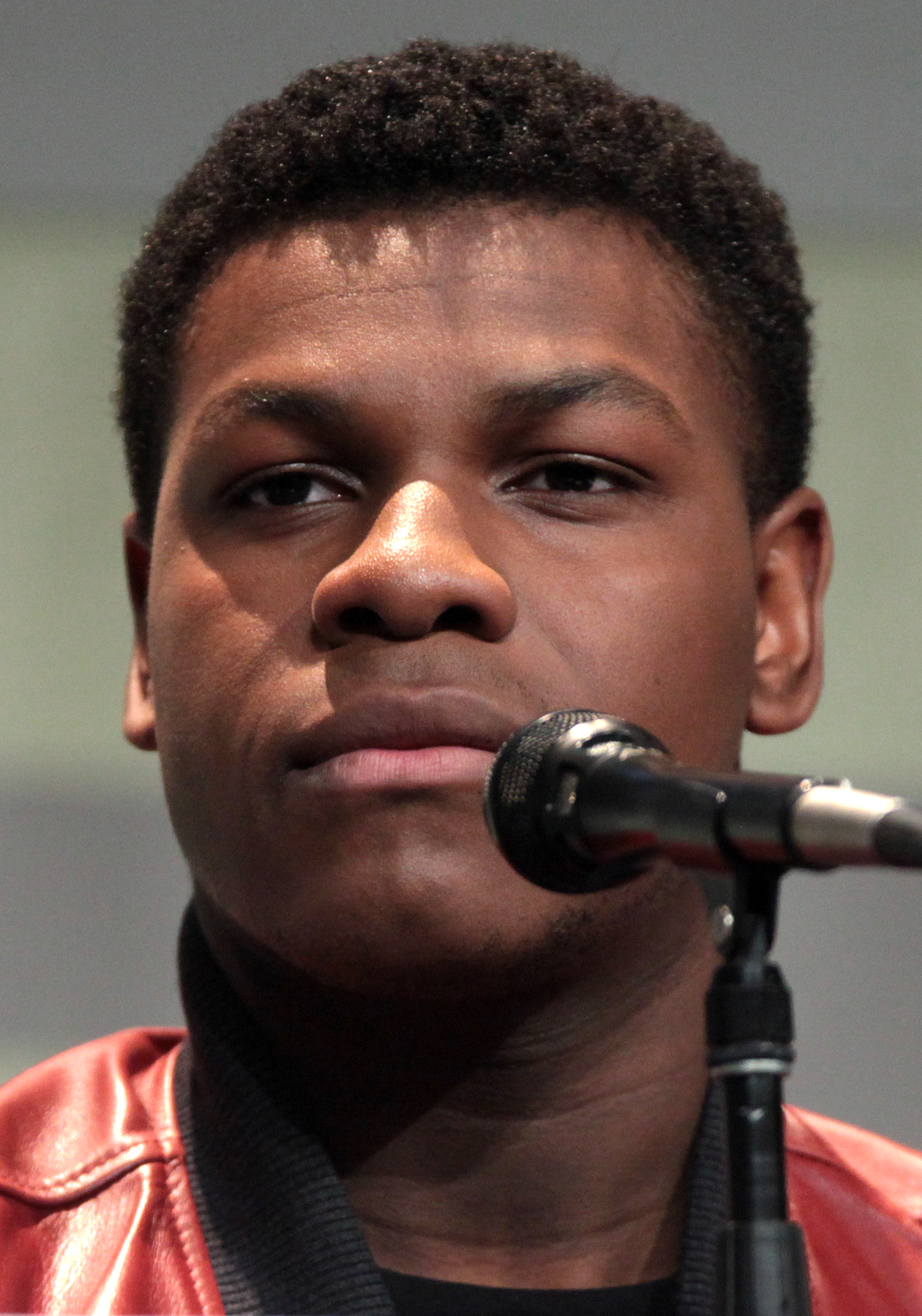
John Boyega, chủ nhân giải nam diễn viên phụ phim truyền hình, phim điện ảnh truyền hình hoặc phim truyền hình ngắn tập xuất sắc nhất

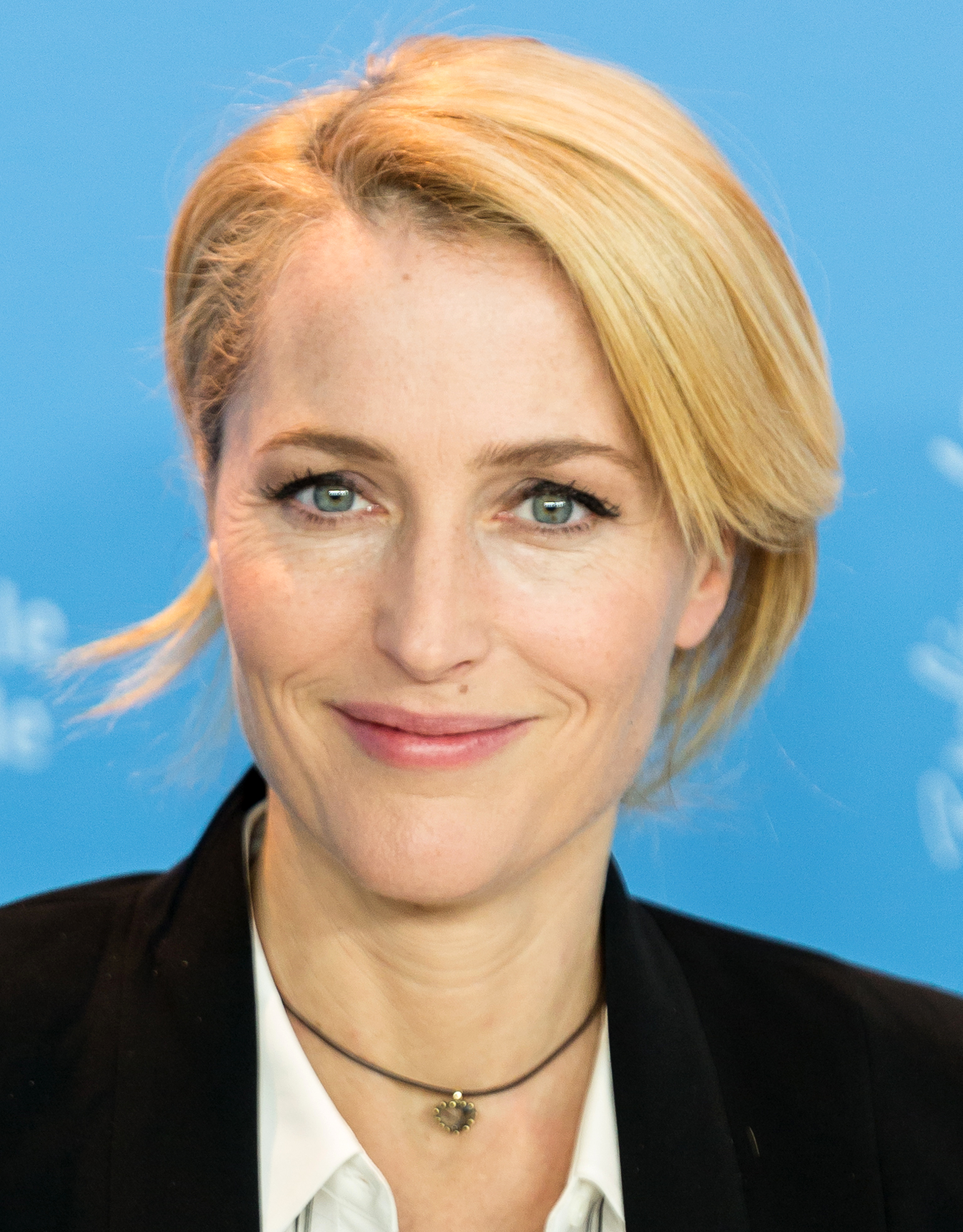
Gillian Anderson, chủ nhân giải nữ diễn viên phụ phim truyền hình, phim điện ảnh truyền hình hoặc phim truyền hình ngắn tập xuất sắc nhất

### Điện ảnh
| dagger | Chỉ người được truy tặng giải sau khi qua đời |

| Phim điện ảnh hay nhất | Phim điện ảnh hay nhất |
| Chính kịch | Ca nhạc hoặc hài |
| --- | --- |
| - Nomadland - The Father - Mank - Promising Young Woman - The Trial of the Chicago 7 | - Borat Subsequent Moviefilm - Hamilton - Music - Palm Springs - The Prom |
| Diễn xuất hay nhất trong phim chính kịch | |
| Nam diễn viên | Nữ diễn viên |
| - Chadwick Boseman – Ma Rainey's Black Bottom vai Levee Green - Riz Ahmed – Sound of Metal vai Ruben Stone - Anthony Hopkins – The Father vai Anthony - Gary Oldman – Mank vai Herman J. Mankiewicz - Tahar Rahim – The Mauritanian vai Mohamedou Ould Salahi                                 | - Andra Day – The United States vs. Billie Holiday vai Billie Holiday - Viola Davis – Ma Rainey's Black Bottom vai Ma Rainey - Vanessa Kirby – Pieces of a Woman vai Martha Weiss - Frances McDormand – Nomadland vai Fern - Carey Mulligan – Promising Young Woman vai Cassandra "Cassie" Thomas |
| Diễn xuất hay nhất trong phim hài hoặc ca nhạc | |
| Nam diễn viên | Nữ diễn viên |
| - Sacha Baron Cohen – Borat Subsequent Moviefilm vai Borat Sagdiyev - James Corden – The Prom vai Barry Glickman - Lin-Manuel Miranda – Hamilton vai Alexander Hamilton - Dev Patel – The Personal History of David Copperfield vai David Copperfield - Andy Samberg – Palm Springs vai Nyles | - Rosamund Pike – I Care a Lot vai Marla Grayson - Maria Bakalova – Borat Subsequent Moviefilm vai Tutar Sagdiyev - Kate Hudson – Music vai Kazu "Zu" Gamble - Michelle Pfeiffer – French Exit vai Frances Price - Anya Taylor-Joy – Emma vai Emma Woodhouse |
| Diễn xuất phụ hay nhất trong phim điện ảnh | |
| Nam diễn viên phụ | Nữ diễn viên phụ |
| - Daniel Kaluuya – Judas and the Black Messiah vai Fred Hampton - Sacha Baron Cohen – The Trial of the Chicago 7 vai Abbie Hoffman - Jared Leto – The Little Things vai Albert Sparma - Bill Murray – On the Rocks vai Felix Keane - Leslie Odom Jr. – One Night in Miami vai Sam Cooke       | - Jodie Foster – The Mauritanian vai Nancy Hollander - Glenn Close – Hillbilly Elegy vai Bonnie "Mamaw" Vance - Olivia Colman – The Father vai Anne - Amanda Seyfried – Mank vai Marion Davies - Helena Zengel – News of the World vai Johanna Leonberger |
| Khác | |
| Đạo diễn | Kịch bản |
| - Chloé Zhao – Nomadland - Emerald Fennell – Promising Young Woman - David Fincher – Mank - Regina King – One Night in Miami - Aaron Sorkin – The Trial of the Chicago 7 | - Aaron Sorkin – The Trial of the Chicago 7 - Emerald Fennell – Promising Young Woman - Jack Fincher – Mank - Florian Zeller và Christopher Hampton – The Father - Chloé Zhao – Nomadland |
| Nhạc nền phim hay nhất | Ca khúc trong phim hay nhất |
| - Trent Reznor, Atticus Ross và Jon Batiste – Soul - Alexandre Desplat – The Midnight Sky - Ludwig Göransson – Tenet - James Newton Howard – News of the World - Trent Reznor và Atticus Ross – Mank                                                                                          | - "Io sì (Seen)" (Niccolò Agliardi, Laura Pausini và Diane Warren) – The Life Ahead - "Fight for You" (D'Mile, H.E.R. và Tiara Thomas) – Judas and the Black Messiah - "Hear My Voice" (Celeste và Daniel Pemberton) – The Trial of the Chicago 7 - "Speak Now" (Sam Ashworth và Leslie Odom Jr.) – One Night in Miami - "Tigress & Tweed" (Andra Day và Raphael Saadiq) – The United States vs. Billie Holiday |
| Phim hoạt hình hay nhất | Phim ngoại ngữ hay nhất |
| - Soul - Gia đình Croods: Kỷ nguyên mới - Truy tìm phép thuật - Over the Moon - Wolfwalkers | - Minari (Mỹ) - Another Round (Đan Mạch) - La Llorona (Guatemala) - The Life Ahead (Ý) - Two of Us (Pháp) |

### Phim điện ảnh giành được nhiều đề cử
Dưới đây là những bộ phim điện ảnh giành được 2 đề cử trở lên:
| Đề cử | Phim điện ảnh                        |
| ----- | ------------------------------------ |
| 6     | Mank                                 |
| 5     | The Trial of the Chicago 7           |
| 4     | The Father                           |
| 4     | Nomadland                            |
| 4     | Promising Young Woman                |
| 3     | Borat Subsequent Moviefilm           |
| 3     | One Night in Miami                   |
| 2     | Hamilton                             |
| 2     | Judas and the Black Messiah          |
| 2     | The Life Ahead                       |
| 2     | Ma Rainey's Black Bottom             |
| 2     | The Mauritanian                      |
| 2     | Music                                |
| 2     | News of the World                    |
| 2     | Palm Springs                         |
| 2     | The Prom                             |
| 2     | Soul                                 |
| 2     | The United States vs. Billie Holiday |

### Phim điện ảnh giành được nhiều chiến thắng
Dưới đây là các bộ phim điện ảnh giành được nhiều giải:
| Chiến thắng | Phim điện ảnh              |
| ----------- | -------------------------- |
| 2           | Borat Subsequent Moviefilm |
| 2           | Nomadland                  |
| 2           | Soul                       |

### Truyền hình
| Phim truyền hình hay nhất | Phim truyền hình hay nhất |
| Chính kịch | Ca nhạc hoặc hài |
| --- | --- |
| - The Crown (Netflix) - Lovecraft Country (HBO) - The Mandalorian (Disney+) - Ozark (Netflix) - Ratched (Netflix) | - Schitt's Creek (Pop TV) - Emily in Paris (Netflix) - The Flight Attendant (HBO Max) - The Great (Hulu) - Ted Lasso (Apple TV+) |
| Diễn xuất hay nhất trong phim truyền hình chính kịch | |
| Nam diễn viên | Nữ diễn viên |
| - Josh O'Connor – The Crown (Netflix) vai Charles, Thân vương xứ Wales - Jason Bateman – Ozark (Netflix) vai Martin "Marty" Byrde - Bob Odenkirk – Better Call Saul (AMC) vai Saul Goodman - Al Pacino – Hunters (Prime Video) vai Meyer Offerman - Matthew Rhys – Perry Mason (HBO) vai Perry Mason                     | - Emma Corrin – The Crown (Netflix) vai Diana, Vương phi xứ Wales - Olivia Colman – The Crown (Netflix) vai Nữ hoàng Elizabeth II - Jodie Comer – Killing Eve (BBC America) vai Villanelle - Laura Linney – Ozark (Netflix) vai Wendy Byrde - Sarah Paulson – Ratched (Netflix) vai Nurse Ratched                   |
| Diễn xuất hay nhất trong phim truyền hình ca nhạc hoặc hài | |
| Nam diễn viên | Nữ diễn viên |
| - Jason Sudeikis – Ted Lasso (Apple TV+) vai Ted Lasso - Don Cheadle – Black Monday (Showtime) vai Maurice Monroe - Nicholas Hoult – The Great (Hulu) vai Pyotr III của Nga - Eugene Levy – Schitt's Creek (Pop TV) vai Johnny Rose - Ramy Youssef – Ramy (Hulu) vai Ramy Hassan                                         | - Catherine O'Hara – Schitt's Creek (Pop TV) vai Moira Rose - Lily Collins – Emily in Paris (Netflix) vai Emily Cooper - Kaley Cuoco – The Flight Attendant (HBO Max) vai Cassie Bowden - Elle Fanning – The Great (Hulu) vai Catherine the Great - Jane Levy – Zoey's Extraordinary Playlist (NBC) vai Zoey Clarke |
| Diễn xuất hay nhất trong phim điện ảnh truyền hình hoặc phim truyền hình ngắn tập | |
| Nam diễn viên | Nữ diễn viên |
| - Mark Ruffalo – I Know This Much Is True (HBO) vai Dominick và Thomas Birdsey - Bryan Cranston – Your Honor (Showtime) vai Michael Desiato - Jeff Daniels – The Comey Rule (Showtime) vai James Comey - Hugh Grant – The Undoing (HBO) vai Jonathan Fraser - Ethan Hawke – The Good Lord Bird (Showtime) vai John Brown | - Anya Taylor-Joy – Gambit Hậu (Netflix) vai Beth Harmon - Cate Blanchett – Mrs. America (FX) vai Phyllis Schlafly - Daisy Edgar-Jones – Normal People (Hulu) vai Marianne Sheridan - Shira Haas – Unorthodox (Netflix) vai Esther "Esty" Shapiro - Nicole Kidman – The Undoing (HBO) vai Grace Fraser              |
| Diễn xuất phụ hay nhất trong phim truyền hình, phim điện ảnh truyền hình hoặc phim truyền hình ngắn tập | |
| Nam diễn viên phụ | Nữ diễn viên phụ |
| - John Boyega – Small Axe (Prime Video) vai Leroy Logan - Brendan Gleeson – The Comey Rule (Showtime) vai Tổng thống Donald Trump - Dan Levy – Schitt's Creek (Pop TV) vai David Rose - Jim Parsons – Hollywood (Netflix) vai Henry Willson - Donald Sutherland – The Undoing (HBO) vai Franklin Reinhardt               | - Gillian Anderson – The Crown (Netflix) vai Margaret Thatcher - Helena Bonham Carter – The Crown (Netflix) vai Vương nữ Margaret - Julia Garner – Ozark (Netflix) vai Ruth Langmore - Annie Murphy – Schitt's Creek (Pop TV) vai Alexis Rose - Cynthia Nixon – Ratched (Netflix) vai Gwendolyn Briggs              |
| Phim điện ảnh truyền hình hoặc phim truyền hình ngắn tập hay nhất | |
| - Gambit Hậu (Netflix) - Normal People (Hulu) - Small Axe (Prime Video) - The Undoing (HBO) - Unorthodox (Netflix) | |

### Phim truyền hình giành nhiều đề cử
Dưới đây là các bộ phim truyền hình giành được hai đề cử trở lên:
| Đề cử | Phim                 |
| ----- | -------------------- |
| 6     | The Crown            |
| 5     | Schitt's Creek       |
| 4     | Ozark                |
| 4     | The Undoing          |
| 3     | The Great            |
| 3     | Ratched              |
| 2     | The Comey Rule       |
| 2     | Emily in Paris       |
| 2     | The Flight Attendant |
| 2     | Normal People        |
| 2     | Gambit Hậu           |
| 2     | Small Axe            |
| 2     | Ted Lasso            |
| 2     | Unorthodox           |

### Phim truyền hình giành được nhiều chiến thắng
| Chiến thắng | Phim           |
| ----------- | -------------- |
| 4           | The Crown      |
| 2           | Schitt's Creek |
| 2           | Gambit Hậu     |

### Giải Cecil B. DeMille
Giải Quả cầu vàng Cecil B. DeMille là một giải thưởng danh dự nhắt nhằm trao cho những nhân vật gây được dấu ấn nhất định trong ngành công nghiệp điện ảnh. Giải nầy được đặt theo tên người nhận giải đầu tiên là đạo diễn Cecil B. DeMille.
- Jane Fonda[5]

### Giải Carol Burnett
Giải Carol Burnett là một giải thưởng danh dự nhằm trao cho những người có đóng góp xuất sắc bền bỉ cho mảng truyền hình hoặc ngoài màn ảnh. Giải này được đặt theo tên người nhận giải đầu tiên là nữ diễn viên Carol Burnett.
- Norman Lear[6]